# Moca (provinshuvudstad i Dominikanska republiken, Espaillat, Moca)
Moca är en provinshuvudstad i Dominikanska republiken.   Den ligger i kommunen Moca och provinsen Espaillat, i den centrala delen av landet, 110 km nordväst om huvudstaden Santo Domingo. Moca ligger 191 meter över havet och antalet invånare är 61 834.
Terrängen runt Moca är platt åt sydväst, men åt nordost är den kuperad. Runt Moca är det ganska tätbefolkat, med 192 invånare per kvadratkilometer. Närmaste större samhälle är Santiago de los Caballeros, 19,0 km väster om Moca. Omgivningarna runt Moca är huvudsakligen savann.